# Facharzt für Zahn-, Mund- und Kieferheilkunde
Die Ausbildung zum Zahnarzt in Österreich umfasste traditionellerweise das Medizinstudium und einen daran anschließenden dreijährigen Lehrgang zum Facharzt für Zahn-, Mund- und Kieferheilkunde.
Grundlage für diese Lehrgänge war die Verordnung des Bundesministeriums für Unterricht im Einvernehmen mit dem Bundesministerium für soziale Verwaltung vom 26. September 1925, betreffend Regelung der Ausbildung zum Zahnarzt, die durch Bundesgesetz BGBl. Nr. 184/1986 auf Gesetzesstufe gehoben wurde. Der Lehrgang war an den Medizinischen Fakultäten der Universitäten Graz, Innsbruck und Wien eingerichtet. Voraussetzung für die Aufnahme in den Lehrgang war der Abschluss des Medizinstudiums mit dem akademischen Grad des Doktors der gesamten Heilkunde (Dr. med. univ.). Da diese Spezialisierung auf das Medizinstudium aufbaute, unterlagen die Fachärzte für Zahn-, Mund- und Kieferheilkunde dem Ärztegesetz und waren Mitglieder der Ärztekammern.
Da das Recht der Europäischen Union die Zahnärzte und die Ärzte als zwei getrennte Berufsgruppen sieht und vorschreibt, dass Zahnärzte ein eigenes Studium der Zahnmedizin absolviert haben müssen, hat Österreich dieses Studium im Jahr 1997 (Inkrafttreten des Universitäts-Studiengesetzes) geschaffen. Die Ausbildung zum Facharzt für Zahn-, Mund- und Kieferheilkunde konnten dementsprechend nur mehr Personen absolvieren, die das Medizinstudium vor dem 1. Jänner 1994 (Beitritt Österreichs zum EWR) begonnen haben. Durch Bundesgesetz BGBl. I Nr. 91/2002 wurden die Lehrgänge geschlossen, also es konnten neue Teilnehmer nicht aufgenommen werden.
Die Fachärzte für Zahn-, Mund- und Kieferheilkunde sind den Zahnärzten mit Zahnmedizinstudium gleichgestellt. Sie sind insbesondere auch berechtigt, die Berufsbezeichnung „Zahnarzt“ zu führen. Sie können jedoch auch weiterhin ihre bisherige Berufsbezeichnung weiterführen.
Am 1. Jänner 2006 trat das Zahnärztegesetz in Kraft, das die Trennung der Berufe des Arztes und des Zahnarztes vollendet. Das Zahnärztegesetz gilt für die Zahnärzte, die Fachärzte für Zahn-, Mund- und Kieferheilkunde und für die verbleibenden Dentisten. Mit der Österreichischen Zahnärztekammer wurde eine von den Ärztekammern getrennte Standesvertretung errichtet, in der die Zahnärzte, die Fachärzte für Zahn-, Mund- und Kieferheilkunde und die Dentisten organisiert sind.